# Paratrygon aiereba
Paratrygon aiereba is een vissensoort uit de familie van de zoetwaterroggen (Potamotrygonidae). De wetenschappelijke naam van de soort is voor het eerst geldig gepubliceerd in 1841 door Müller & Henle.